# Bendestorf
Bendestorf là một đô thị của bang Niedersachsen thuộc nước Đức. Đô thị này có diện tích 3,88 km². Đô thị này có cự ly khoảng 30 km về phía nam của Hamburg và thuộc huyện Harburg.